# Geelrugtroepiaal
De geelrugtroepiaal (Icterus chrysater) is een zangvogel uit de familie Icteridae (troepialen).

## Verspreiding en leefgebied
Deze soort komt voor van zuidelijk Mexico tot Venezuela en Ecuador en telt 4 ondersoorten:
- Icterus chrysater chrysater: van centraal en zuidelijk Yucatán (zuidoostelijk Mexico) en zuidelijk Mexico tot noordelijk Nicaragua.
- Icterus chrysater mayensis: noordelijk Yucatán (zuidoostelijk Mexico).
- Icterus chrysater giraudii: van Panama tot noordwestelijk Venezuela, centraal en zuidelijk Colombia en zuidwestelijk Ecuador.
- Icterus chrysater hondae: Magdalena (het noordelijke deel van Centraal-Colombia).